# العلاقات العراقية الأيرلندية
العلاقات العراقية الأيرلندية هي العلاقات الثنائية التي تجمع بين العراق وجمهورية أيرلندا.

## مقارنة بين البلدين
هذه مقارنة عامة ومرجعية للدولتين:
| وجه المقارنة                                              | العراق                       | جمهورية أيرلندا                                       |
| --------------------------------------------------------- | ---------------------------- | ----------------------------------------------------- |
| المساحة (كم2)                                             | 437.07 ألف                   | 70.27 ألف                                             |
| عدد السكان (نسمة)                                         | 38.27 مليون                  | 4.76 مليون                                            |
| الكثافة السكانية (ن./كم²)                                 | 87.56                        | 67.74                                                 |
| العاصمة                                                   | بغداد                        | دبلن                                                  |
| اللغة الرسمية                                             | اللغة العربية، اللغة الكردية | اللغة الأيرلندية، لغة إنجليزية، الإنجليزية الأيرلندية |
| العملة                                                    | دينار عراقي                  | جنيه أيرلندي، يورو، عملات اليورو الأيرلندية           |
| الناتج المحلي الإجمالي (بليون دولار)                      | 197.72 مليار                 | 333.73 مليار                                          |
| الناتج المحلي الإجمالي (تعادل القوة الشرائية) بليون دولار | 560.73 مليار                 | 318.16 مليار                                          |
| الناتج المحلي الإجمالي الاسمي للفرد دولار أمريكي          | 4.94 ألف                     | 61.13 ألف                                             |
| الناتج المحلي الإجمالي للفرد دولار أمريكي                 | 15.06 ألف                    |                                                       |
| مؤشر التنمية البشرية                                      | 0.654                        | 0.916                                                 |
| رمز المكالمات الدولي                                      | +964                         | +353                                                  |
| رمز الإنترنت                                              | .iq                          | .ie                                                   |
| المنطقة الزمنية                                           | ت ع م+03:00، ت ع م+04:00     | 00، ت ع م+01:00، أوروبا/دبلن ‏                         |

## منظمات دولية مشتركة
يشترك البلدان في عضوية مجموعة من المنظمات الدولية، منها:
| علم المنظمة | اسم المنظمة                        | تاريخ انضمام العراق | تاريخ انضمام جمهورية أيرلندا |
| ----------- | ---------------------------------- | ------------------- | ---------------------------- |
|             | مؤسسة التنمية الدولية              | 29 ديسمبر 1960      | 22 ديسمبر 1960               |
|             | يونسكو                             | 21 أكتوبر 1948      | 3 أكتوبر 1961                |
|             | وكالة ضمان الاستثمار متعدد الأطراف | 6 أكتوبر 2008       | 27 أكتوبر 1989               |
|             | الأمم المتحدة                      | 21 ديسمبر 1945      | 14 ديسمبر 1955               |
|             | الاتحاد البريدي العالمي            | ?                   | ?                            |
|             | البنك الدولي للإنشاء والتعمير      | 27 ديسمبر 1945      | 8 أغسطس 1957                 |
|             | الاتحاد الدولي للاتصالات           | 12 نوفمبر 1928      | 8 ديسمبر 1923                |
|             | منظمة حظر الأسلحة الكيميائية       | ?                   | ?                            |
|             | مؤسسة التمويل الدولية              | 27 ديسمبر 1956      | 11 سبتمبر 1958               |
|             | منظمة الشرطة الجنائية الدولية      | ?                   | ?                            |

## أعلام
هذه قائمة لبعض الشخصيات التي تربطها علاقات بالبلدين:
- جنان العاني (مصورة أيرلندية، 1966[19][20][21] – )
- نوح القدو (21 يناير 1953 – )

## وصلات خارجية
- موقع وزارة الخارجية العراقية
- موقع وزارة الخارجية الأيرلندية